# جوایز انجمن موسیقی کانتری
جوایز انجمن موسیقی کانتری که به عنوان جوایز CMA یا CMA نیز شناخته می‌شود، به هنرمندان و پخش کنندگان موسیقی کانتری اهدا می‌شود تا دستاوردهای برجسته در صنعت موسیقی کانتری را به رسمیت بشناسند. مراسم سالانه تلویزیونی شامل اجراها و اهدای جوایز توسط هنرمندان محبوب موسیقی کانتری، با حضور برخی از هنرمندان پاپ و راک همراه است، برگزار می‌شود. جوایز CMA اولین بار در سال ۱۹۶۷ اهدا شد و سال بعد برای اولین بار از تلویزیون پخش شد.

## واجد شرایط بودن و رای دادن
آلبوم‌ها و آهنگ‌هایی که بین اول ژوئیه سال تقویم قبل و ۳۰ ژوئن سال نمایش جایزه منتشر شده‌اند، واجد شرایط بررسی هستند. بیش از ۷۳۰۰ نفر از گروه تجاری انجمن موسیقی کشور از طریق سه دور رأی‌گیری به نامزدها و برندگان رأی می‌دهند.

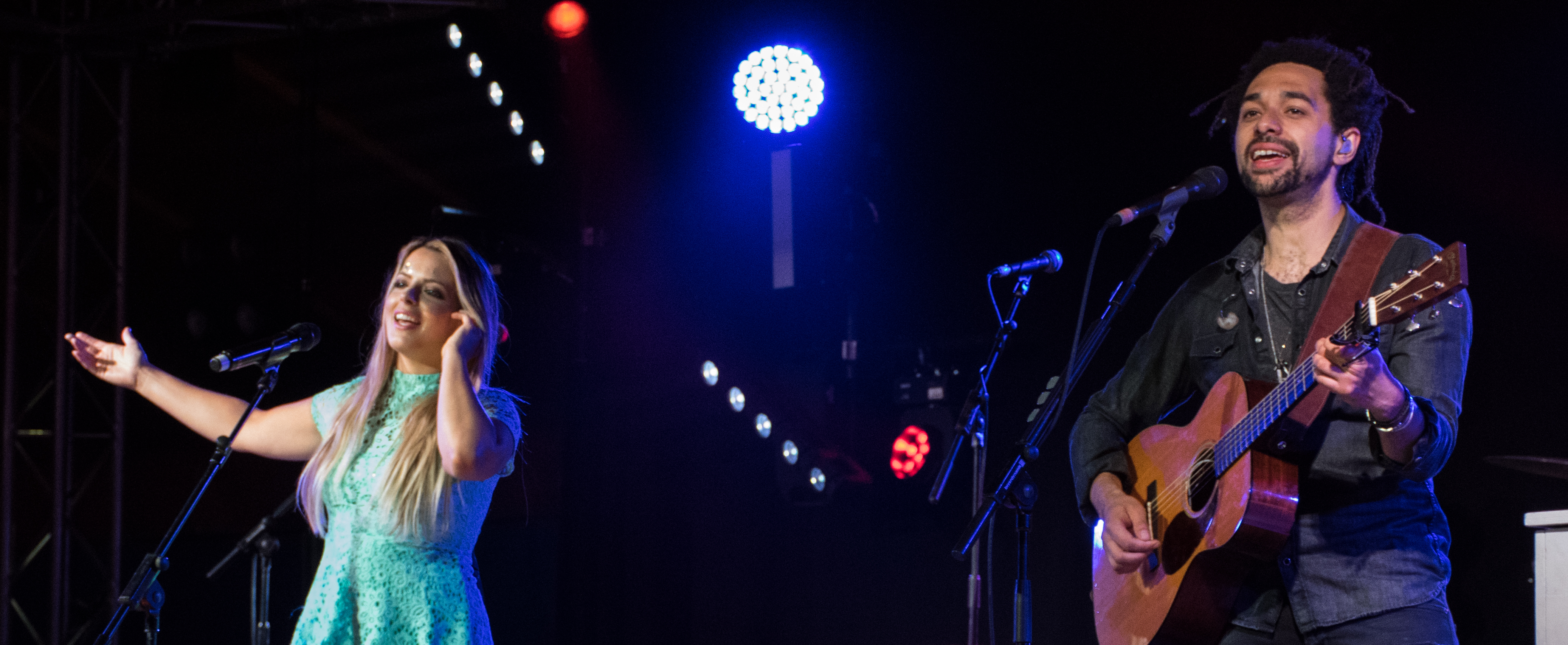
شایر اولین بازیگر بریتانیایی بود که برنده این جایزه شد

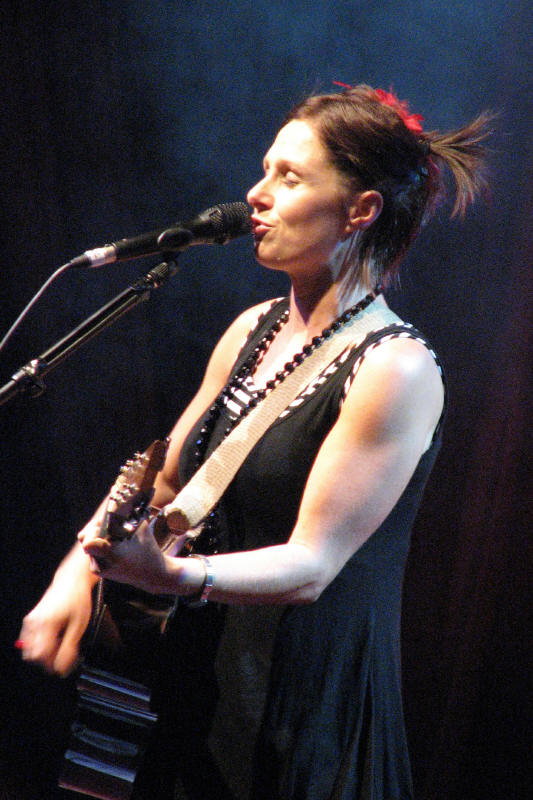
کیسی چمبرز استرالیایی این جایزه را در سال ۲۰۰۴ دریافت کرد

## نقاط عطف جایزه

### بیشترین برد
| هنرمند        | برد |
| ------------- | --- |
| بروکس و دان   | ۱۸  |
| وینس گیل      | ۱۸  |
| تنگه جورج     | ۱۷  |
| آلن جکسون     | ۱۶  |
| گارث بروکس    | ۱۴  |
| برد پیزلی     | ۱۴  |
| میراندا لمبرت | ۱۴  |
| کریس استپلتون | ۱۴  |

### بیشترین نامزدی
| هنرمند        | نامزدها |
| ------------- | ------- |
| تنگه جورج     | ۸۳      |
| آلن جکسون     | ۸۱      |
| میراندا لمبرت | ۵۸      |
| برد پیزلی     | ۵۸      |
| وینس گیل      | ۵۴      |
| بروکس و دان   | ۵۳      |